# ワンダ・ルッザート
ワンダ・ルッザート（Wanda Luzzato, 1919年8月8日 - 2002年10月9日）は、イタリアのヴァイオリン奏者。
ミラノから移住してきた高級官吏の父と歌手の母の下にヴァレーゼでワンダ・ヴィターリ(Wanda Vitali)として生まれるも、1920年に父が他界し、後に母親が再婚したことにより、本名はワンダ・ルッザート・カルピ(Wanda Luzzato Carpi)となった。幼少時より、アリオダンテ・コッジの下でヴァイオリンの手ほどきを受け、5歳の頃には人前で演奏するほどになった。その後、ミラノ音楽院に入学してアルベルト・ポルトロニエリのクラスでヴァイオリンを学び、12歳で卒業している。1932年にはウィーン国際音楽コンクールでジネット・ヌヴーと同着の4位入賞を果たし、審査員だったイェネー・フバイに見初められて、フランツ・リスト音楽専門学校のフバイのもとで研鑽を積んだ。フバイの元で学んでいた頃にもウィーンやミラノで演奏会を開き、第二次世界大戦が勃発するまでにルーマニアのほか、デンマークやスウェーデンにまで足を延ばしている。第二次世界大戦中はハンガリーに留まったが、戦後は欧米各地で演奏を行った。1964年には来日もしている。1965年からはトリノ音楽院、その翌年からは母校のミラノ音楽院でも教鞭をとるようになった。
ミラノにて没。

## 註
1. ↑  “RH-002｜8CD box｜WANDA LUZZATO”. 2017年12月31日時点のオリジナルよりアーカイブ。2017年12月31日閲覧。
2. ↑  “Wanda Luzzato: Jenö Hubay's "most talented pupil after Vecsey"”. 2017年12月31日時点のオリジナルよりアーカイブ。2017年12月31日閲覧。
3. ↑  waibinger, Michael (2016) (英語). Wanda Luzzato. Melo Classics. pp. 2-7. ASIN B01LVUS9P2